# Israelsonntag
Der Israelsonntag (früher Judensonntag) ist seit dem 16. Jahrhundert ein Sonntag im Kirchenjahr der Evangelischen Kirche in Deutschland, der das Verhältnis von Christen und Juden zum Thema hat. Im 19. Jahrhundert war er der „Tag der Judenmission“. Er wird am zehnten Sonntag nach Trinitatis, also elf Wochen nach dem Pfingstfest, begangen.

## Theologische Bedeutung
Traditionelles Sonntagsevangelium ist Lukas 19,41–48 , Jesus weint über Jerusalem. Als Alternative gilt seit 1998 Markus 12,28–34 , das Gespräch Jesu mit einem jüdischen Schriftgelehrten über das höchste Gebot. Während sich letzteres der theologischen Verbundenheit mit dem Judentum widmet, kann das erstgenannte Proprium als selbstkritische Aneignung des Evangeliums von der Zerstörung Jerusalems zu einem Bußgottesdienst gestaltet werden. Dementsprechend kann zwischen den zwei Farben Violett (Farbe der Buße) und Grün (Normalfarbe) gewählt werden.
Wurde früher Psalm 84  gesprochen, so sollte es nach dem Evangelischen Gottesdienstbuch aus dem Jahr 2000 Psalm 106,4–5a.47a.48a  und nach der Reformierten Liturgie sowie der Pfälzischen Agende Psalm 74  sein: In dieser Ausrichtung ging es gerade nicht mehr um die Tempelzerstörung (Lukas 19), sondern ausschließlich um Gottes bleibende Treue (Markus 12). Das wurde durch die Perikopenrevision, die zum Kirchenjahr 2018/19 in Kraft trat, dadurch bekräftigt, dass dem Sonntag nun Psalm 122  zugeordnet ist. Wenn der Israelsonntag als Gedenktag der Zerstörung Israels begangen wird, wird weiterhin Psalm 74,1–3.8–11.20–21  gelesen.
Im Entwurf der Neuordnung der gottesdienstlichen Lesungen und Predigttexte von 2014 stehen beide Proprien wieder gleichberechtigt nebeneinander, unter der Voraussetzung, dass Kirchen den „Gedenktag der Zerstörung Jerusalems“ nicht mehr antijudaistisch instrumentalisieren, sondern als Anlass zur christlichen Selbstkritik nehmen: „Das Weinen Jesu über Jerusalem wird als Trauer Gottes angesichts der traditionellen christlichen Blindheit gegenüber dem jüdischen Volk aktualisiert.“
Die traditionelle Bezeichnung des Tages lautete „Gedenktag der Zerstörung Jerusalems“. Darin schien noch die Verbindung zum jüdischen Tischa beAv auf. Das Judentum begeht den Gedenktag der Zerstörung des ersten Tempels am 9. Av. Das fällt oft in zeitliche Nähe zum 10. Sonntag nach Trinitatis. Die Reformierte Liturgie verweist ausdrücklich auf diesen Zusammenhang.
In den verschiedenen Namen des Sonntags und in den dafür vorgeschlagenen Bibeltexten spiegelt sich die theologische Entwicklung der Zeit seit dem Zweiten Weltkrieg, die besonders seit etwa 1970 wirksam wurde: Nach dem Holocaust hat die evangelische Theologie versucht, ein theologisches Verständnis des Judentums zu gewinnen, das frei von Antijudaismus und Antisemitismus ist.
Mit der Neuordnung der Perikopen zum Kirchenjahr 2018/19 wurde „der so genannte ‚Israel-Sonntag‘ […] mit zwei unterschiedlichen Akzenten versehen […]: mit der liturgischen Farbe grün unter der Überschrift ‚Christen und Juden – Freude an Israel‘ oder mit der liturgischen Farbe violett unter der Überschrift ‚Gedenktag der Zerstörung Jerusalems‘.“ Inhaltlich „geht es um das Verhältnis und die bleibende Verbindung zwischen Christentum und Judentum.“ Der Gedenktag wird verstanden als „eine Gelegenheit, sich mit den jüdischen Wurzeln des Christentums auseinanderzusetzen“, „denn vieles von dem, was Jesus gelehrt hat, ist nur aus dem Judentum zu verstehen“.

## Kontroverse
Im badischen Kollnau trafen sich am Israelsonntag 2015 eine Handvoll interessierter Bürger. Laut Lokalzeitung hatte ein Ökumenischer Gesprächskreis Frieden dazu aufgerufen, über theologische Fragen hinaus auch dem Verhältnis zwischen Israel und den Palästinensern Beachtung zu schenken und „der arabischen Schicksale in Palästina zu gedenken“. Evangelische Christen seien aufgefordert, „dafür einzutreten, daß auch Palästinenser eine gesicherte Existenz“ und einen „funktionsfähigen Staat“ erhalten.

## Die Daten der Israelsonntage und des Tischa beAv
| Jahr | Israelsonntag | Tischa beAv |
| ---- | ------------- | ----------- |
| 2019 | 25. August    | 11. August  |
| 2020 | 16. August    | 30. Juli    |
| 2021 | 08. August    | 18. Juli    |
| 2022 | 21. August    | 07. August  |
| 2023 | 13. August    | 27. Juli    |
| 2024 | 4. August     | 13. August  |
| 2025 | 24. August    | 3. August   |